# 유성구
유성구(儒城區) 또는 유성(儒城)은 대한민국 대전광역시 북서부에 있는 구이다. 서쪽으로는 계룡산을 경계로 공주시, 계룡시와 접하고 있다. 북서쪽으로는 세종특별자치시와 접하고 있고, 북쪽으로는 금강을 경계로 청주시와 접하고 있다. 그리고 나머지 경계는 중구를 제외한 모든 대전광역시 구와 접한다.
본래 백제 땅이었으나 통일신라 시기에 유성으로 이름이 바뀌었다. 고려 시대 때부터 조선 시대까지 공주에 속했다. 1914년 행정구역 개편 때 대전군(大田郡)에 편입되고, 일시적으로 대덕군에 편입되었다. 대한민국 정부 수립 이후 여러 차례 행정구역이 변경되었다가 1988년에 다시 서구에 편입되고 행정적인 업무는 유성출장소에서 맡고 있었다. 1989년 대전이 직할시로 승격됨에 따라 유성구를 신설하였다.
1973년에 연구단지 조성계획이 수립되고, 1980년대부터 개발에 착수하여 1990년대에 단지가 모양을 갖추었다.
2025년 현재 대덕연구단지에는 LG생활건강, 롯데케미칼, 애경케미칼의 연구소가 들어서있고, 한국전자통신연구원, 한국조폐공사, 한국원자력안전기술원 등 국립과학기관이 자리 잡고 있다. 이러한 과학 시설은 충남대학교와 한국과학기술원과 같은 고등교육시설과 협업을 하고 있다.
현재 유성구는 1993년 세계 박람회와 1994년 관광특구 지정을 계기로, 대전을 너머 대한민국 전체에서 과학 도시의 위상을 알리고 있다. 국립대전현충원, 국립중앙과학관, 유성온천을 비롯한 각종 볼거리로 많은 사람들이 찾고 있으며, 교통 편의 증진을 위해 유성구를 남북으로 횡단하는 대전 도시철도 2호선도 개통될 예정이다.

## 이름
"유성"(儒城)이라는 이름은 통일신라 시기 '비풍군 유성현' 때부터 내려오는 것으로, 757년 경덕왕 때 이 지역의 이름을 '유성'으로 하였다. 고려 시대 때부터 조선 시대까지는 과거 백제가 불렀던 명칭이었던 '노사지'(奴斯只)라는 이름으로 이 지역을 불렀다. 다만 조선시대 택리지에는 갑천을 설명하면서 '갑천 동쪽은 회덕현이고 서쪽은 유성과 진잠이다'라는 기록이 남아있고, 고려사 지리지와 세종실록지리지, 신증동국여지승람 등에서 지속적으로 '유성현'이라는 이름과 그 위치 및 역할이 언급되고 있다.

## 역사

### 고려 이전
유성구에는 선사 시대 때부터 사람들이 살았으며, 유성구에 위치한 대표적인 선사 시대 유적에는 궁동 유적이 있다. 2012년 한국지형학회가 유성구를 포함한 대전광역시의 선사시대 유적 위치와 입지 환경을 분석하여 선사 시대 대전에 살았던 거주민들은 표고가 낮으면서 물과 가까이 있는 구릉지를 선호했을 것이라고 추측했다. 실제 유성구의 대표적인 선사 시대 유적지인 노은동 유적지(현 대전선사박물관)의 경우 갑천의 지류인 반석천과 가까이 있으며, 궁동 유적의 경우 갑천의 지류인 유성천 유역, 그리고 관평동 유적의 경우 갑천 본류 유역에 위치하고 있다. 또한 대전 내동리 지석묘, 대전 칠성당 지석묘군 등을 통해 대전의 청동기 문명이 어떤 형태로 발전했는지 지역 학계는 그 과정을 분석하고 있다.

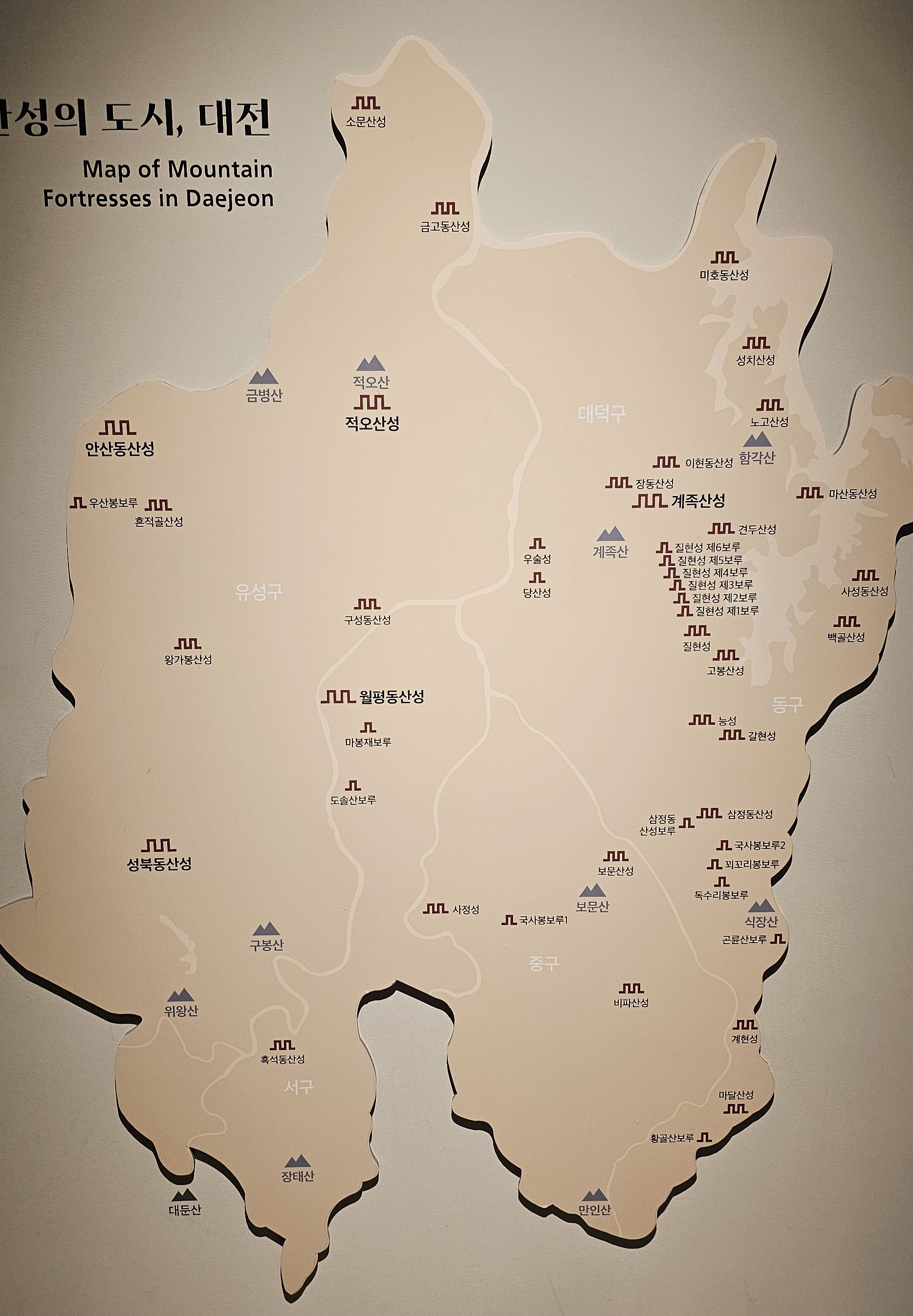
대전광역시 산성 분포도. 유성구에도 상당히 많은 산성이 축조되었음을 확인할 수 있다.

유성구 일대에는 마한 구성국 54개국 중 하나인 신흔국이 있었을 것으로 추정된다. 신흔국의 역사는 자세히 알려진 바가 없지만 삼국지의 위서 동이전(魏書東夷傳)에 따르면 표기를 臣釁國으로 했다고 나오는데, 일부 학자들은 중국 고대음의 발음과 삼국사기 지리지에 나온 '황산군'의 속현 '진령현'의 역사를 비교하여 신흔국의 위치를 백제의 '진현현'(眞峴縣)이라고 추정하고 있다. 신흔국의 멸망 시기도 확실하지 않다. 다만 오늘날 유성과 가까운 청주 일대의 유적과 유물이 마한에서 백제로 넘어가는 단계 및 시기 그리고 현 유성구와 가까운 월평동산성의 축조 시기 및 출토 유물, 역할에 비추어보았을 때, 2세기부터 4세기 사이에 백제의 영역에 포함된 것으로 추정하고 있다.
백제의 영역에 포함된 이후, 유성 지역에는 우술군에 속한 '노사지현'과 '소비포현'이 설치되었다. 오늘날 유성구 진잠동과 가수원 일대는 연산군에 속했다. 백제 편입 이후 유성 지역은 백제-신라 간 교통로 역할을 함과 동시에 백제의 수도였던 웅진성과 사비성에 대한 방어선 역할을 동시에 맡게 되었다. 475년 백제 수도였던 한성(위례성) 함락 이후 고구려가 미호강을 따라 충청도 일대로 남진해오는 과정에서 대전 서부 역시 고구려의 지배를 일시적으로 받았다. 그러나 곧 6세기 초중반 고구려가 북쪽으로 밀려나면서 유성 지역은 다시 백제의 영토가 되었다. 고려대학교의 박종욱 교수는 나제동맹 시기에 백제와 신라의 교역로에 유성을 거쳐 금산으로 이어지는 루트가 있었고 이것이 관산성 전투 이후 양국 간 긴장 관계가 높아지면서 해당 루트가 군사용 도로로 변경되었을 것이라고 추정했다. 동시에 다른 역사학계와 연구진은 554년 관산성 전투 이후 신라가 대전 일대로 진출하여 국경 지역을 위협하자, 백제가 월평동산성을 중심으로 웅진-공주로 향하는 길목에 여러 개의 방어용 산성을 축조한 것으로 추정하고 있다. 실제 월평동 산성에서 웅진-사비로 이어지는 길목에 세워진 안산동산성, 성북동산성, 적오산성의 경우 모두 자연의 지세를 이용하여 쌓은 테뫼식 산성으로, 역사학계는 백제의 수도로 이어지는 주요 교통로를 감시하는 역할을 했을 것으로 추정한다. 실제 현재 대한민국 학계에서는 유성구 일대는 갑천을 경계로 백제와 신라의 국경 역할을 하고 있었다고 추정하고 있으며, 이는 백제 멸망 당시인 660년에도 유지되었을 것으로 보고 있다.
660년 백제 멸망 이후 당나라는 옛 백제 땅에 사비를 중심으로 한 '백제도호부'를 설치하고 5개의 도독부(웅진, 마한, 덕안, 금련, 동명)를 두어 실질적으로 이 땅을 당나라 지배 체제에 편입했다. 그러나 곧 백제 부흥운동의 전개로 대전 일대 옛 백제 성들이 백제 부흥운동에 호응해 661년부터 663년까지 대전 일대에서 신라군과 백제 부흥군이 두 차례 전투를 벌였다. 실제 661년 8월 우술군의 백제부흥군은 나당연합군의 길목을 차단하기도 했고, 이에 맞서 661년 9월 김품일이 이끄는 신라군이 우술성을 공격해 백제 부흥군 1,000여 명을 죽였다는 삼국사기의 기록도 남아 있다. 662년에는 김흠순이 내사지성에 주둔한 백제 부흥군을 섬멸했다. 나당연합군은 백강 전투로 백제 부흥군을 멸망시켰지만 당나라는 665년 웅진도독부로 관할 지역을 일원화했다. 660년부터 665년 사이 유성이 웅진도독부에 속했는지, 아니면 신라 지역으로 편입되었는지는 불분명하다. 다만 668년 고구려 멸망 이후 671년 신라가 백제 부여 지역에 소부리주를 설치하고, 686년 웅천주가 설치되었을 때 유성 지역도 웅천주에 속했다.
757년 경덕왕 시기  '노사지현'과 '소비포현'은  웅천주 비풍군의 '유성현'과 '적오현'이 되었다. 821년 김헌창이 웅천주도독으로 임명되고 822년 김헌창이 중앙 신라 왕족에게 반발하여 난을 일으켜 주변 4개주가 김헌창에 합류하였다는 기록이 삼국사기에 남아있다. 유성은 이 때 웅주에 속했기 때문에, 김헌창의 난이 발발했을 때 김헌창의 세력권에 편입되었을 것이라고 보고 있다.

### 고려 시대

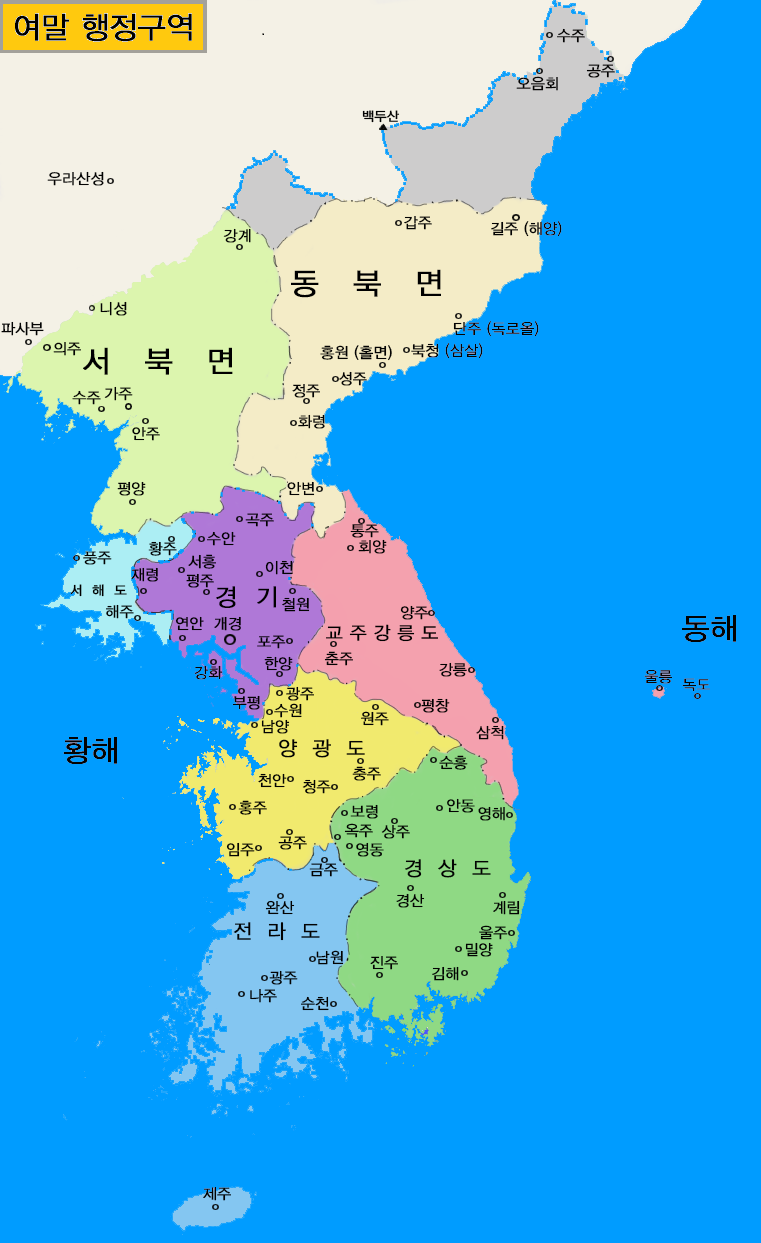
고려 시대 유성현은 속현으로, 주현이 여러 차례 변경되었다. 고려 말인 14세기 중반 유성현은 양광도 공주 회덕군에 속한 속현이었다.

유성 지역에 설치된 유성현은 고려 시대 때도 이름과 편입된 행정구역이 그대로 유지되었다. 다만 유성현이 속한 비풍군은 고려 시대에 회덕군으로 이름이 변경되었고, 회덕현은 983년 공주목에 속했다가 995년 하남도에 속하게 되었다. 1018년 고려 현종이 지방 행정구역을 개편할 때 회덕군은 양광도에 속하게 되었다.
2019년 충남대학교 호서고고학회가 유성구 일대 유적 발굴조사에 근거하여 내린 논문에 따르면, 백제 시기 유성 일대에 건설된 도로를 고려 시대 때도 꾸준히 사용하고 있었다. 해당 논문에서 유성 일대는 공주에 소속된 여러 군현들을 잇는 교통의 요지로 비정하고 있으며, 동시에 갑천과 금강 수로를 활용해 고려의 수도였던 개경에 물자를 조달하는 역할도 동시에 했다는 견해를 피력했다.
고려 시대 유성현 일대에서 발생한 주요 사건 중 하나는 1176년 발발한 망이·망소이의 난으로, 당시 망이와 망소이가 1176년 난을 일으킨 후 공격한 지역은 오늘날 대전광역시 서구 탄방동으로 추정되고 있다.

### 조선 시대
세종실록지리지 충청도 공주목의 각 현의 기록에 따르면, 회덕현은 토성(土姓)에 황씨, 이씨, 임씨, 방씨가 있다고 기록하였다. 지리지 편찬 당시 회덕현은 호수 300호에 인구가 총 1,266명이었고, 주요 특산물에는 대추, 밀, 느타리, 오배자, 철 등이 있었다고 기록했다. 유성 지역의 다른 현인 진잠현의 경우 토성에 김씨, 이씨, 전씨가 있고, 호수가 153호에 인구는 지리지 편찬 기준 583명이었다. 1395년 조선 태조 시기 양주와 광주의 속현은 경기 지방에 붙이고 공주, 홍주, 충주, 청주의 속현을 충청도에 배정하면서 양광도를 분할하였는데, 공주의 속현이었던 유성현은 1395년 이후 충청도에 속하게 되었다. 1413년 조선 태종 시기, 회덕현과 진잠현에 현감을 두었다.

### 대한민국 수립 이후

#### 6.25 전쟁
1950년 6.25 전쟁이 발발했을 때, 조선인민군은 침략을 개시한지 3일 만에 서울을 함락하였다. 비록 대한민국 국군이 한강 방어선을 7월 4일까지  사수하여 조선인민군의 남침 계획을 지연시켰지만, 조선인민군은 한강 방어선을 돌파한지 열흘 만에 금강 방어선에 이르렀다. 7월 16일 공주와 대평리를 방어하던 미국 제19연대를 격파한 뒤 금강을 도하하는 것에 성공했고, 유성 지역은 대전 전투 당시 대전 지역의 미군을 포위 섬멸하기 위해 조선인민군 제4사단 5연대가 이미 장악하고 있는 상황이었다. 조선인민군 제4사단 제5연대는 유성에서 갑천을 도하해 월평동을 방어하던 미군 부대를 격파하고 대전 시가에 진입했다. 대전은 미국 제24사단이 1950년 7월 20일 철수하면서 조선인민군이 장악하게 되었다. 1950년 9월 15일 시작된 인천 상륙 작전으로 조선인민군의 보급 및 방어 체계가 붕괴되자, 1950년 9월 25일 왜관을 돌파한 미국 제19연대는 돌파 3일 만인 1950년 9월 28일 대전에 입성했다. 한편 전선이 남쪽으로 밀려오는 과정에서 미국 극동공군은 보잉 B-29 슈퍼포트리스를 사용한 제한적 차단폭격 작전으로 인해 철도 조차장과 창고도 주요 폭격 목표가 되었고, 대전 지역도 1950년 9월 15일 조차장과 창고가 폭격으로 인해 불탔으며 이 과정에서 발생한 민간인 및 군 피해는 집계되지 않았다.

## 지리

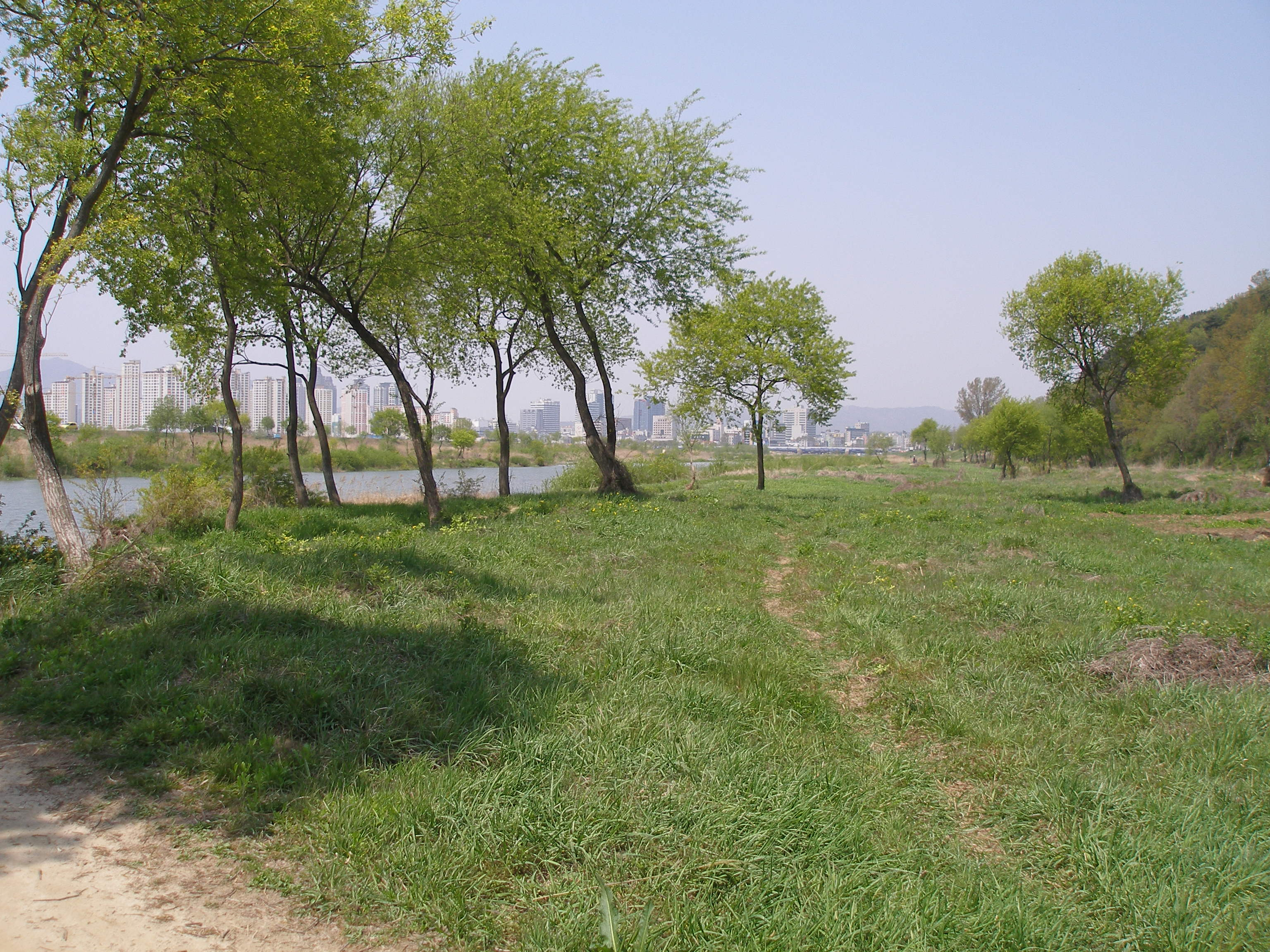
월평공원에서 본 유성 중심지 모습

유성구는 지리적으로 대전광역시 서북부에 위치한다. 동쪽으로는 흐르는 갑천을 경계로 서구, 대덕구와 인접한다. 서쪽으로는 갑하산(469m), 우산봉(573m), 빈계산 등 계룡산 산맥을 경계로 충청남도 공주시, 남쪽으로는 계룡시와 접한다. 북쪽으로는 금병산과 금강을 경계로 세종특별자치시와 접한다.
이중환의 《택리지》에 조선 도읍지로서 최고의 길지는 '유성'과 넓은 '태전'이라 하였을 정도로 예로부터 토지가 비옥하고 산수가 수려하여 유성은 살기 좋은 곳으로 잘 알려져 있다. 한국과학기술원, 충남대학교, 한밭대학교를 비롯한 교육시설 있고, 라듐 온천 관광지로 널리 알려진 유성온천으로 유명하다. 1993년 세계 박람회의 성공적 개최를 계기로 국제관광도시, 과학기술도시, 교육문화도시, 군사교육도시로 급부상하고 있다. 대한민국 과학 기술의 중심지인 대덕연구개발특구가 조성되어 있다. 정부대전청사, 정부세종청사와 인접한다.

### 주거
노은동 일대에 노은지구가 조성되었으며, 대전 도시철도 1호선이 노은동 중심부를 지난다. 원신흥동은 서구 도안동과 함께 도안신도시가 조성되어 있다. 북부에는 대덕연구개발특구와 함께 아파트가 조성되어 있다.

## 행정 구역
유성구는 13개 행정동이 설치되어 있고, 53개 법정동이 있다. 유성구의 인구는 2022년 12월 말 주민등록 기준으로 35만6,093 명, 16만305가구이다.
유성구의 행정을 담당하는 유성구청 본청에는 585명의 공무원이 근무한다. 그 외에 각 동 주민자치센터에 160명, 기타 구 관할 사업소를 합하여 총 745명의 공무원이 유성구 소속으로 근무한다. 유성도서관과 구즉도서관은 유성구 소속 사업소이다.

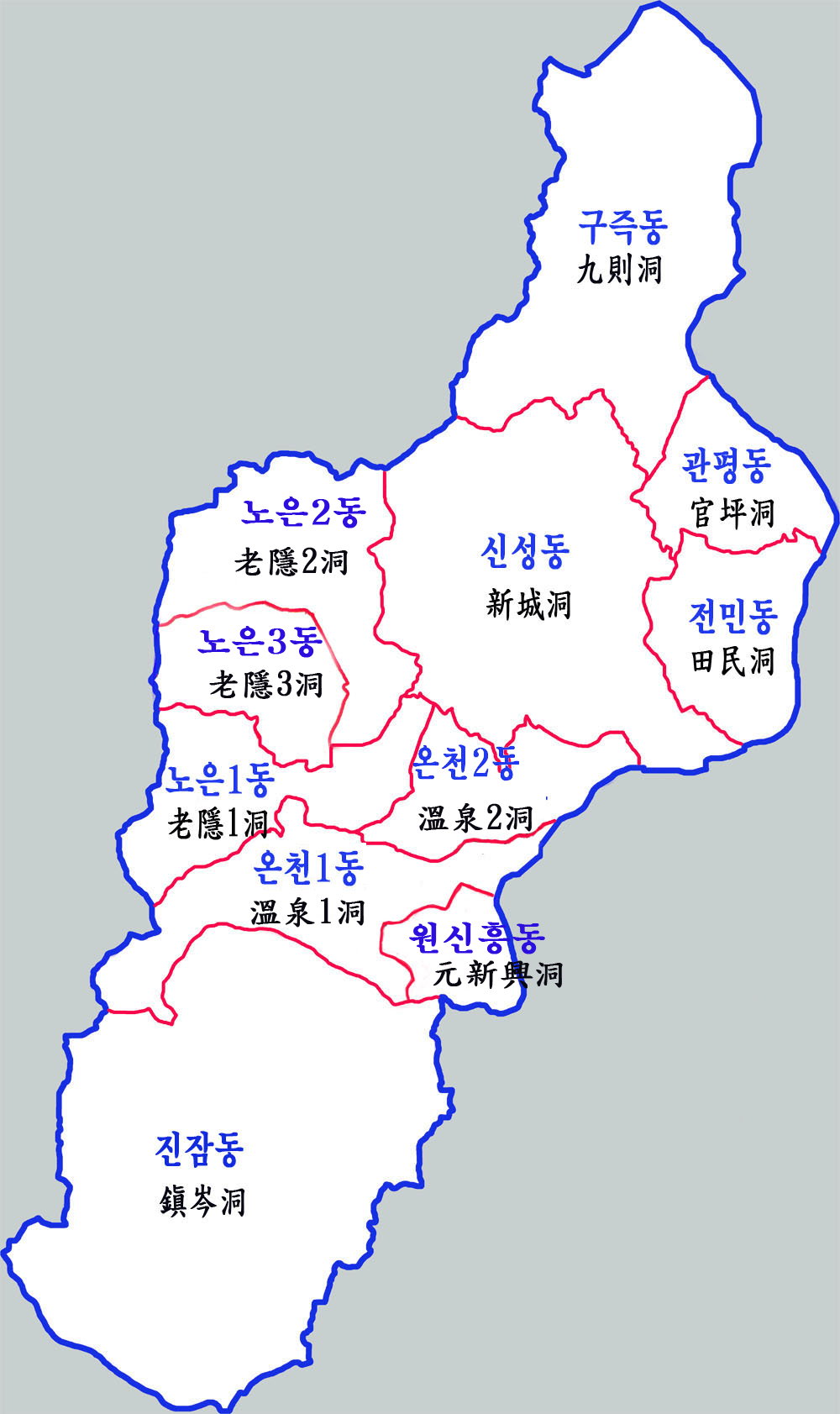
유성구의 행정구역

| 행정동   | 한자     | 면적 (km2) | 인구    | 세대    |
| -------- | -------- | ---------- | ------- | ------- |
| 진잠동   | 鎭岑洞   | 40.49      | 24,774  | 11,408  |
| 학하동   | 鶴下洞   | 13.4       | 18,426  | 8,386   |
| 상대동   | 上垈洞   | 2.83       | 25,281  | 9,123   |
| 온천1동  | 溫泉1洞  | 4.9        | 26,370  | 17,667  |
| 온천2동  | 溫泉2洞  | 9.0        | 40,015  | 20,570  |
| 노은1동  | 老隱1洞  | 9.2        | 21,431  | 8,834   |
| 노은2동  | 老隱2洞  | 11.73      | 23,943  | 9,507   |
| 노은3동  | 老隱3洞  | 7.61       | 36,888  | 14,146  |
| 신성동   | 新城洞   | 31.09      | 25,921  | 12,062  |
| 전민동   | 田民洞   | 9.01       | 26,749  | 11,489  |
| 구즉동   | 九則洞   | 27.47      | 30,818  | 13,742  |
| 관평동   | 官坪洞   | 7.20       | 28,396  | 10,825  |
| 원신흥동 | 元新興洞 | 2.8        | 27,081  | 12,546  |
| 유성구   | 儒城區   | 176.57     | 356,093 | 160,305 |

## 인구
| 연도   | 인구      | 비고 |
| ------ | --------- | ---- |
| 1990년 | 79,260명  |      |
| 1995년 | 124,326명 |      |
| 2000년 | 161,591명 |      |
| 2005년 | 221,206명 |      |
| 2010년 | 289,303명 |      |
| 2015년 | 350,015명 |      |

## 교육
2013년 12월말 기준 유성구의 학교 수는 184개교이고, 학생 수는 110,240명이다.
- 국공립대학교

|  | - 충남대학교 - 한밭대학교 - 한국과학기술원 (KAIST) - 국가연구소대학교 - 국군간호사관학교 - 합동군사대학교 - 한국방송통신대학교 대전충남지역대학 |

- 사립대학교

|  | - 침례신학대학교 - 한남대학교 대덕밸리캠퍼스 - 대덕대학교 |

- 고등학교

|  | - 대전과학고등학교 - 유성고등학교 - 대전노은고등학교 - 대전반석고등학교 - 대전지족고등학교 - 유성여자고등학교 | - 대덕고등학교 - 대전전민고등학교 - 대전용산고등학교 - 대전전자디자인고등학교 - 대덕소프트웨어마이스터고등학교 - 서일고등학교 | - 중일고등학교 - 대전체육고등학교 - 유성생명과학고등학교 - 대전예술고등학교 - 대전공업고등학교 |

- 특수학교

|  | - 대전성세재활학교 |

## 교통
- 지하철: ● 대전 도시철도 1호선 반석역(칠성대), 지족역(침신대), 노은역, 월드컵경기장역(노은도매시장), 현충원역(한밭대), 구암역, 유성온천역(충남대.목원대)
- BRT: ● 대전 도시철도 1호선 반석역 ~ 정부세종청사 ~ 오송역 구간에 BRT가 5~12분 간격으로 운행되고 있다.
- 대전 시내버스
- 유성구 마을버스: 1번, 3번, 5번이 운행되고 있으며, 5개 자치구 중 유일하다.
- 고속도로: 서산영덕고속도로(), 호남고속도로지선()이 유성구를 통과한다. 호남고속도로지선의 유성 나들목과 북대전 나들목과 유성 분기점이 위치하고 있고, 남세종 나들목과 인접해 있다.
- 시외버스: 유성구 구암동 구암역 인근에 유성시외버스정류소가 있다. 충청남도 각 지역과 서울, 경기도 지역을 중심으로 하여 시외버스가 운행되고 있다. 그 밖에 인천, 충북 충주, 전북 전주, 익산, 군산, 경기도 수원, 강원도 강릉, 속초, 원주 등에도 노선이 있다.
- 고속버스: 유성구 장대동에 유성고속버스터미널이 있다. 서울 강남터미널까지 약 20분 간격으로 배차된다.

## 주요 기관
- 한국조폐공사
- 한국가스기술공사
- 한전원자력연료
- 한국특허정보원
- 화학물질안전원
- 국립대전현충원
- 정부통합전산센터
- 정보통신산업진흥원
- 대전지방기상청
- 금강유역환경청
- 대전충남지방중소기업청
- 대전지방교정청
- 대전본부세관
- 대전컨벤션센터
- KOTRA 대전무역전시관
- 대전월드컵경기장
- 대전종합유통단지
- 육군교육사령부
- 육군군수사령부
- 중소기업진흥공단 대전지역본부
- 위성항법중앙사무소
- 북대전세무서
- 대전유성소방서
- 대전유성경찰서

## 방송
- 대전문화방송 (대전MBC)
- 대전방송 (TJB)
- 대전극동방송

## 자매결연도시
| 국가     | 도시     | 도시            |
| -------- | -------- | --------------- |
| 대한민국 | 경상남도 | 산청군 (2005년) |
| 대한민국 | 전라남도 | 여수시 (2009년) |
| 대한민국 | 충청남도 | 당진시 (2009년) |

### 내용주
1. ↑  고려사 지리지의 경우 비풍군 소속 현이었다고 기록되어 있으며, 세종실록지리지에는 공주목에 속한 현이라고 기록되어 있다. 신증동국여지승람에는 고려 때 공주목에 속했던 현이 조선 시대에도 그대로 유지되었다고 기록되어 있다.
2. ↑  토성(土姓)은 한 지방에서 뿌리잡고 살아온 씨족집단의 성씨를 일컫는 말로, 신라 말기에서 고려 초 사이에 자리잡은 개념이다. 오늘날처럼 본관만을 중시하는 방식은 고려 말에 자리잡은 것으로 추정된다.[27]